# Stefán Einarsson
Stefán Einarsson (Breiðdalur, 9 de junho de 1897 — 9 de abril de 1972) foi um linguista islandês, professor da Universidade Johns Hopkins em Baltimore. Ele estudou na Menntaskólinn í Reykjavík e na Universidade da Islândia, onde se graduou em língua islandesa; em seguida, prosseguiu os estudos em fonética na Universidade de Helsinque e na Universidade de Cambridge e, finalmente, conquistou seu PhD na Universidade de Oslo ao descrever a fonologia do islandês.
Galardoado com a Bolsa Guggenheim, Einarsson publicou mais de quinhentos livros e artigos, além de ser membro de conselho editorial de diversos periódicos relevantes na área de linguística, como Journal of English and Germanic Philology, Modern Language Notes e Scandinavian Studies (and Notes).

### Em inglês
- Icelandic: Grammar, Texts, Glossary. Baltimore: Johns Hopkins, 1945. OCLC 43095499. 2nd ed. repr. 2000. ISBN 9780801863578
- History of Icelandic Prose Writers, 1800–1940. Islandica 32–33. Ithaca, New York: Cornell University, 1948. OCLC 1465586
- A History of Icelandic Literature. The American-Scandinavian Foundation. New York: Johns Hopkins, 1957. OCLC 296324 3rd printing 1969. ISBN 9780801801860

### Em islandês
- Skáldaþing. Reykjavík: G. Ó. Guðjonsson, 1948. OCLC 2076523
- Islensk bókmenntasaga, 874–1960. Reykjavík: S. Jónsson, [1961]. OCLC 2050896
- com Jón Helgason. Breiðdæla: drög til sögu Breiðdals. Reykjavik, 1948. OCLC 2915592
- Austfirðir sunnan Gerpis. Árbók Ferðafélags Islands. [Reykjavík]: Ferðafélag Íslands, 1955. OCLC 256958732
- com Tómas Tryggvason. Austfirðir norðan Gerpis. Árbók Ferðafélags Islands. [Reykjavík]: Ferðafélag Íslands, 1957. OCLC 55778776
- Austfirzk skáld og rithöfundar. Austurland safn austfirzkra fræða 6. [Reykjavík]: Bókaforlag Odds Björnssonar, 1964. OCLC 1806111